# Wyższa Szkoła Ekonomiczno-Społeczna w Bydgoszczy
Wyższa Szkoła Ekonomiczno-Społeczna w Bydgoszczy – niepubliczna uczelnia wyższa w Bydgoszczy, istniejąca w latach 2005–2008.

## Historia
Wyższa Szkoła Ekonomiczno-Społeczna w Bydgoszczy powstała 31 sierpnia 2005 r. i została wpisana do rejestru niepublicznych szkół wyższych pod nr 179. Założycielem był Wawrzyniec Michalczyk, zamieszkały we Wrocławiu. Początkowo uczelnia kształciła na studiach licencjackich na kierunkach: pedagogika i wychowanie fizyczne (od 2007 r.) Planowano także uruchomienie kierunków: gospodarka przestrzenna i stosunki międzynarodowe. 
W lipcu 2008 r. szkołę postawiono w stan likwidacji. Z dniem 4 października 2008 r. została wykreślona z rejestru uczelni niepublicznych.

## Baza dydaktyczna
Uczelnia prowadziła działalność w biurowcu dawnego „Rometu” przy ul. Fordońskiej 246. 